# Jondonperenlein Baschüü

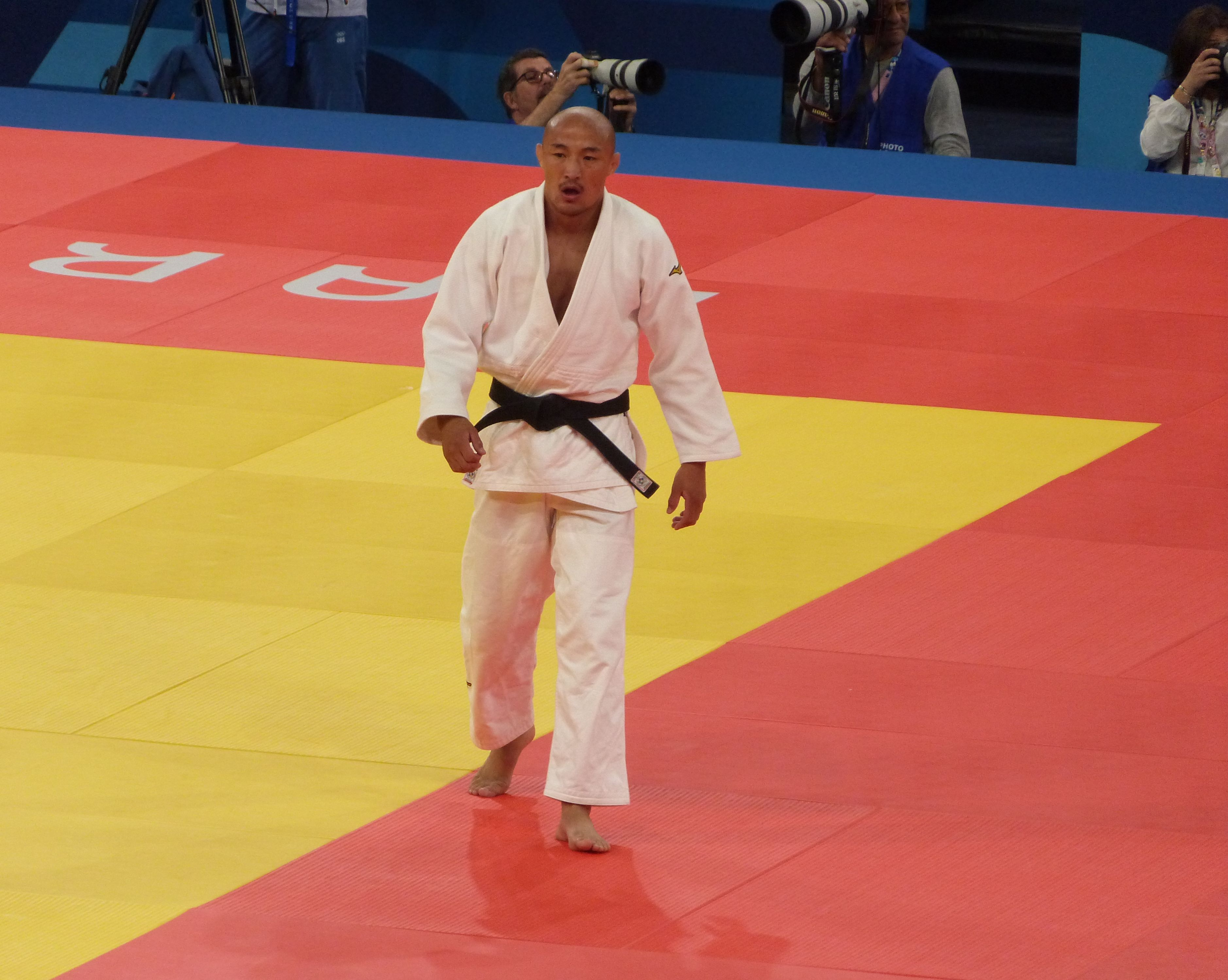
Jondonperenlein Baschüü (2024)

Jondonperenlein Baschüü [basˈxü:] (mongolisch Ёндонпэрэнлэйн Басхүү; englisch Yondonperenlein Baskhüü; geboren am 1. Oktober 1993) ist ein mongolischer Judoka, der 2021 und 2023 Weltmeisterschaftsdritter war.

## Sportliche Karriere
Jondonperenlein Baschüü kämpft im Halbleichtgewicht, der Gewichtsklasse bis 66 Kilogramm. 2017 gewann er in Den Haag sein erstes Grand-Prix-Turnier. 2019 erhielt er eine Bronzemedaille bei den Asien-Pazifik-Meisterschaften. Bei den Weltmeisterschaften 2019 in Tokio unterlag er im Viertelfinale dem Japaner Hifumi Abe. Nach einem Sieg in der Hoffnungsrunde gegen den Ägypter Mohamed Abdelmawgoud verlor Jondonperenlein Baschüü im Kampf um Bronze gegen den Moldawier Denis Vieru.
2021 erreichte Jondonperenlein Baschüü das Finale beim Judo-Grand-Slam-Turnier in Taschkent und verlor dort gegen den Südkoreaner An Ba-ul. Drei Monate später bei den Weltmeisterschaften in Budapest verlor er im Viertelfinale gegen den Japaner Joshiro Maruyama. Mit einem Sieg über den Franzosen Kilian Le Blouch und einem kampflosen Sieg gegen den Kasachen Yeldos Zhumakanov gewann Jondonperenlein Baschüü eine Bronzemedaille. Anderthalb Monate später unterlag er im Viertelfinale der Olympischen Spiele in Tokio Hifumi Abe, am Ende belegte der Mongole den siebten Platz.
2022 siegte Jondonperenlein Baschüü beim Grand Slam in Paris. Im Finale der Asienmeisterschaften 2022 bezwang er den Japaner Ryōma Tanaka. Bei den Weltmeisterschaften in Taschkent schied er im Achtelfinale aus. 2023 bei den Weltmeisterschaften in Doha unterlag er im Halbfinale Joshiro Maruyama. Im Kampf um die Bronzemedaille besiegte er den Georgier Wascha Margwelaschwili. Bei den 2023 ausgetragenen Asienspielen 2022 in Hangzhou gewann er die Silbermedaille. In der Mannschaftskonkurrenz sicherte er sich mit der mongolischen Mannschaft außerdem die Bronzemedaille. 2024 bei den Olympischen Spielen in Paris belegte der Mongole den siebten Platz.